# Canutama
Canutama es un municipio brasileño del interior del estado del Amazonas, Región Norte del país. Perteneciente a la Mesorregião del Sur Amazonense y Microrregião del Purus, posee una población de 14 944 habitantes, en consonancia con estimativas del Instituto Brasileño de Geografía y Estadística (IBGE) en 2014.
Durante sus primórdios, recibió varias denominaciones: en 1874, fue fundada con el nombre de Nueva Colonia de Bella Vista, y en 1891 pasó a llamarse Vila de Nuestra Señora de Nazaré. Solamente a partir de 1895 recibió el nombre actual, Canutama.

## Historia
El povoamento y desarrollo del municipio de Canutama se confunde con el inicio de las explotaciones y expediciones en el Río Purus. Este, uno de los grandes afluentes del Río Amazonas, comenzó a ser explorado en el inicio de la segunda mitad del siglo XIX, teniendo como pioneros algunos colectores de drogas del sertão, muchos de ellos nordestinos.

## Geografía

### Hidrografía
Canutama queda a los márgenes de uno de los mayores ríos del Mundo: el Río Purus. El Purus constituye prácticamente una cuenca, donde en los municipios de su calha reciben varios afluentes y confluentes. En Boca del Acre - Lagos de Santana y Anuri, Igarapé Natal y río Inauini; En Lábrea - ríos Acimã, Tumiã, Ituxi, Sapatini y Passiá; En Pauini - ríos Pauini, Teuini y Inauini, En Tapauá - lago del Aiapuá y río Ipixuna; Y en Canutama - río Mucuim y Ipixuna.

### Demografía
Su población estimada en 2010 era de 12 727 habitantes, en consonancia con datos del Instituto Brasileño de Geografía y Estadística.
- Datos: Q1807050
- Multimedia: Canutama / Q1807050